# Titane
Titane é um filme de suspense e terror franco-belga de 2021 escrito e dirigido por Julia Ducournau e estrelado por Agathe Rousselle.
O filme teve sua estreia mundial no Festival de Cinema de Cannes em 13 de julho de 2021, onde Ducournau se tornou a segunda diretora a ganhar a Palma de Ouro.

## Elenco
- Vincent Lindon como Vincent
- Agathe Rousselle  como  Alexia
- Garance Marillier  como  Justine
- Laïs Salameh  como  Rayane
- Dominique Frot  como  a mulher resgatada pelos bombeiros
- Myriem Akheddiou  como  mãe de Adrien
- Bertrand Bonello  como  pai de Alexia

## Lançamento
Em junho de 2021, a Altitude Film Distribution e a Film4 adquiriram em conjunto os direitos de distribuição do filme. Foi lançado na França em 14 de julho de 2021, pela Diaphana Distribution. Nos Estados Unidos, seu lançamento ocorreu em 1 de outubro de 2021. No Brasil, foi lançado no serviço streaming MUBI em 28 de janeiro de 2022. Antes do lançamento na MUBI, Titane foi exibido na Mostra Internacional de Cinema de São Paulo de 2021 e também foi exibido no Festival Varilux, segundo o site do festival, "somente em poucas sessões especiais".

## Recepção
No Rotten Tomatoes, o filme detém um índice de 94% de aprovação, com base em 31 críticas, com uma nota média de 7,70/10. O consenso do site diz: "Impressionantemente provocativo e original, Titane reafirma a visão deliciosamente perturbadora da escritora e diretora Julia Ducournau". No Metacritic, o filme tem uma classificação de 74 em 100, com base em 13 avaliações, indicando "críticas geralmente favoráveis".
A BBC chamou de "o filme mais chocante de 2021".